# كريستين روسي
كريستين روسي (بالفرنسية: Christine Rossi)‏ هي متزحلقة حرة فرنسية، ولدت في 1 مايو 1963 في فرنسا.

## وصلات خارجية
- كريستين روسي على موقع الاتحاد الدولي للتزلج (التزلج الحر) (الإنجليزية)
- كريستين روسي على موقع أوليمبيديا (الإنجليزية)